# Potrawka

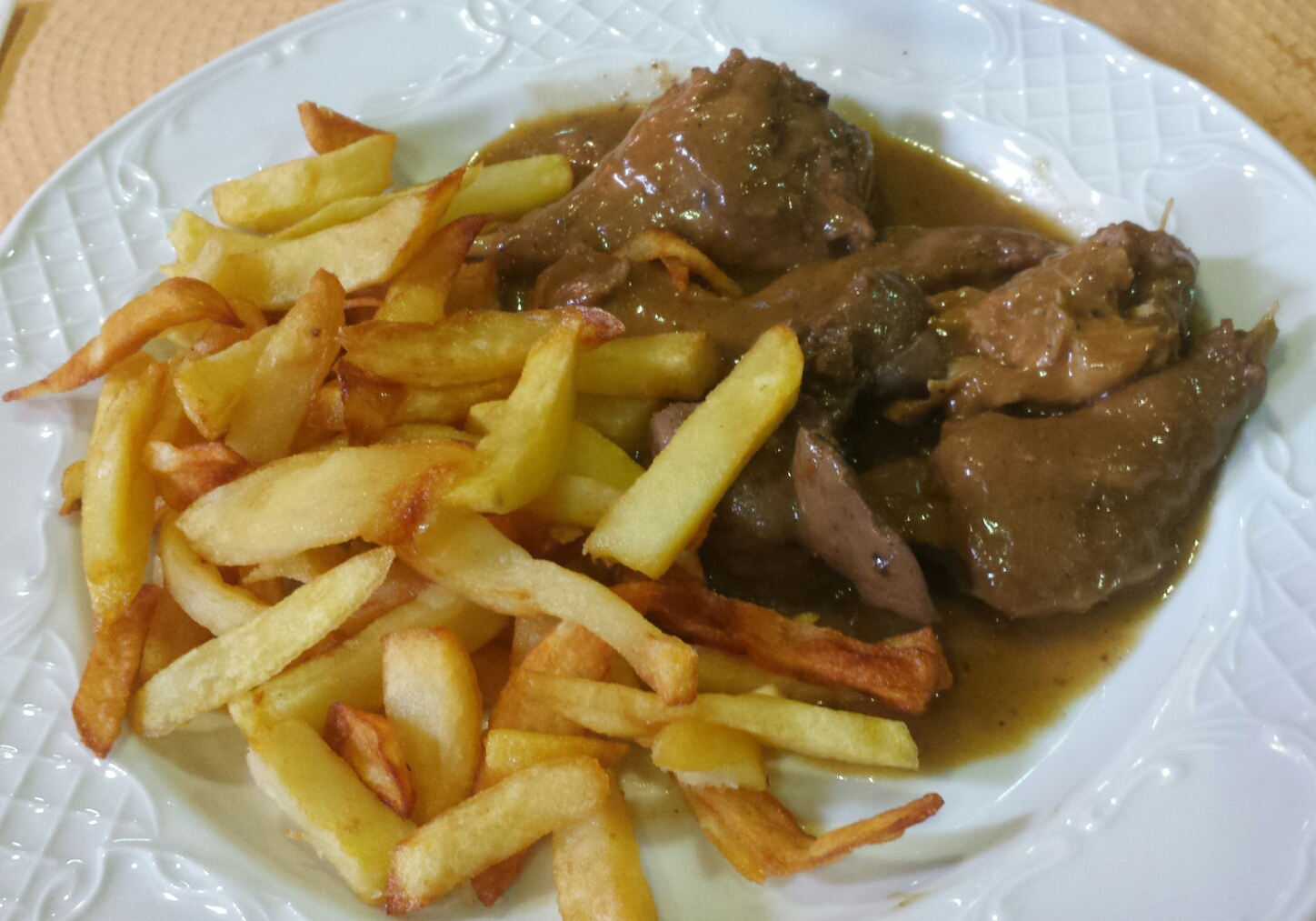
Potrawka z królika podana z frytkami

Potrawka – danie z mięsa ugotowanego w niewielkiej ilości wody z dodatkiem warzyw i podanego w tym wywarze, czasem podprawionym zasmażką i śmietaną lub żółtkiem z odrobiną soku z cytryny. Znacznie rzadziej terminu „potrawka” używa się na określenie samego sosu powstałego podczas gotowania mięsa z warzywami. Dania potrawkowe to: potrawka z królika, z kurczaka, potrawka cielęca i kura w potrawce. 
Zbliżonymi daniami są gulasz, ragoût, jjigae czy brytyjski stew.